# Dødløft
Dødløft er en styrketræningsøvelse der benyttes sportsgrene hvor funktionel styrke er vigtigt, herunder blandt andet atletik og kaosboldspil.
Før man begiver sig i gang med at udføre dødløft er det vigtigt at teknikken er korrekt, ellers kan øvelsen have alvorlige negative konsekvenser. På trods kvaliteten af øvelsen, er der mange der har misforstået eller undervurderet øvelsens effektivitet, [kilde mangler] muligvis fordi folk er bange for at få skader. Dødløft er en af de tre store multiøvelser. De to andre er squat og bænkpres. Det er også de øvelser der konkurreres i inden for kraftsporten styrkeløft. Der findes imidlertid mangle flere multiøvelser, eksempelvis miltary press, bentover rows, dips og chin-ups. Grunden til at dødløft betegnes en multiøvelse, er at der trænes mange muskelgrupper ad gangen, primært ryg, nakke, ben og underarme.

## Støtteøvelser til dødløft
Når der trænes for at udvikle en større kraft i dødløft, bør der trænes i form af konventionel dødløft eller sumo dødløft. Det er de to teknikvarianter der er lovlige at anvende inden for styrkeløft. Der findes imidlertid en lang række varianter af dødløft, blandet andre rumænsk dødløft og stiff-legged dødløft, som kan implementeres i et træningsprogram, med det formål at øge kraften i dødløft.

## Rekorder
Islandske Benedikt Magnusson er indehaver af verdensrekorden i dødløft. Den 5. april 2009 lykkedes det ham at løfte 460 kg.
| Nr | Navn                         | Vægt      | Dato       |
| -- | ---------------------------- | --------- | ---------- |
| 1  | Eddie Hall                   | 500,0 kg  | 09-07-2016 |
| 2  | Andy Bolton                  | 457,5 kg  | 06-11-2005 |
| 3  | Gary Frank                   | 422,5 kg. | 09-11-2002 |
| 4  | Tibor Meszaros               | 420,5 kg  | 27-11-2004 |
| 5  | Mads Overgaard               | 418,5 kg  | 15-03-1992 |
| 6  | Vladislav Alhazov            | 417,0 kg  | 20-01-2008 |
| 7  | Kristian Vang Sørensen       | 415,5 kg  | 05-02-2011 |
| 8  | Lars Noren                   | 406,0 kg  | 10-04-1988 |
| 9  | Omid Sheikulislami           | 405,0 kg  | 10-01-2011 |
| 10 | Bill Kazmaier                | 401,5 kg  | 29-11-1981 |
| 11 | Don Reinhoudt                | 401,0 kg  | 03-05-1975 |
| 12 | Vladimir Kashekin Bondarenko | 400,0 kg  | 18-04-2004 |
| 13 | Brad Gillingham              | 400,0 kg  | 07-03-2009 |
| 14 | O.D. Wilson                  | 397,5 kg  | 16-02-1989 |
| 15 | Vladimir Kalinichenko        | 397,5 kg  | 28-08-2005 |
| 16 | Brian Siders                 | 392,5 kg  | 01-12-2007 |
| 17 | Gus Rethwisch                | 391,5 kg  | 25-01-1986 |
| 18 | Doyle Kenady                 | 390,0 kg  | 04-05-1979 |
| 19 | Tim Harold                   | 390,0 kg  | 04-02-2006 |